# Bioenergética
A Bioenergética é a área da bioquímica que estuda a transdução de energia que ocorre em células vivas e da natureza e também a função dos processos físico-químicos que fundamentam essas transduções. A bioenergética está relacionada com processos catabólicos.
A Bioenergética constitui um dos principais blocos temáticos da Fisiologia, sendo essencialmente dedicada ao estudo dos vários processos químicos e físicos que tornam possível a vida celular do ponto de vista energético. Procura, entre outras coisas, explicar os principais processos químicos que decorrem na célula e analisar as suas implicações fisiológicas, principalmente em relação ao modo como esses processos se enquadram no conceito global de homeostasia. A compreensão daquilo que significa “energia” e da forma como o organismo a pode adquirir, converter, armazenar e utilizar, é a chave para compreender o funcionamento orgânico tanto nos desportos de rendimento, como nas atividades de recreação e lazer. O estudo da bioenergética permite entender como a capacidade para realizar trabalho (exercício) está dependente da conversão sucessiva, de uma em outra forma de energias. Com efeito, a fisiologia do trabalho muscular e do exercício é, basicamente, uma questão de conversão de energia química em energia mecânica, energia essa que é utilizada pelas miofibrilas para provocar o deslize dos miofilamentos, resultando em ação muscular e produção de força.